# Dialekt północnokresowy
Dialekt północnokresowy – zespół dość zróżnicowanych gwar powstawały stopniowo po zawarciu unii lubelskiej w roku 1569 na obszarach Wielkiego Księstwa Litewskiego i istniejący współcześnie. Jego cechy są wynikiem nałożenia się języka polskiego na substrat białoruski i litewski. Najbardziej zbliżony jest do gwary białostockiej dialektu mazowieckiego.

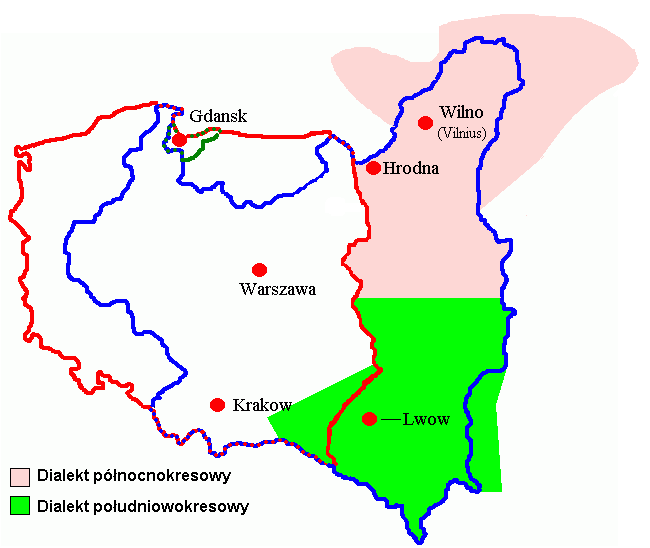
Zasięg dialektu północnokresowego według Zofii Kurzowej

## Geneza dialektu
W procesie kształtowania się dialektu północnokresowego odegrały główną rolę dwa zjawiska:
- napływ ludności pochodzenia mazowieckiego zwłaszcza po roku 1569 na obszar Wielkiego Księstwa Litewskiego.
- polonizacja ludności autochtonicznej litewskiej i białoruskiej.

Proces napływu na Litwę fal osadniczych z Mazowsza i Podlasia, tzn. mazowieckiej szlachty zagrodowej, rzemieślników, drobnego mieszczaństwa, duchowieństwa, ludności dworskiej i żołnierzy zaznaczył się w okresie istnienia Rzeczypospolitej Obojga Narodów w wiekach XVI-XVIII, chociaż istniały też wcześniejsze fale osadnictwa z okresu XIII-XV stulecia. Śladem tych fal osadniczych jest pokrewieństwo według wielu cech dialektu północnokresowego z dialektem mazowieckim.
Drugi z procesów językotwórczych – polonizacja warstw feudalnych możnowładztwa litewsko-ruskiego Wielkiego Księstwa Litewskiego przebiegał nierównomiernie. Warstwa feudalna na Żmudzi, Suwalszczyźnie, w Auksztocie uległa polonizacji już przed zawarciem unii lubelskiej, na co wskazują relacje Macieja Miechowity (1517 r.) oraz Rotundusa Mieleckiego (1576 r.). Istotną rolę odegrał tu Kościół katolicki genetycznie wywodzący się od Kościoła katolickiego w Polsce oraz unia horodelska z roku 1413, w wyniku której pogańskie do niedawna, świeżo ochrzczone w 1387 roku rody litewskie, a od 1413 także żmudzkie zostały adoptowane do rodów i herbów polskich. Horodelskie obdarowanie herbami i adoptowanie do polskich rodów nie objęło wszakże rodzin prawosławnych bojarów ruskich. Na ziemiach ruskich Wielkiego Księstwa Litewskiego proces przyjmowania kultury polskiej nabrał tempa dopiero po unii lubelskiej w 1569, chociaż początek tego zjawiska został zainicjowany wcześniej przez docierającą na ziemie białoruskie reformację. Poważnym ośrodkiem polskojęzycznej reformacji był od lat 30. XVI wieku Królewiec, a nieco później dwór Radziwiłłów, którym zawdzięczać należy wydanie w roku 1563 w języku polskim Biblii zwanej brzeską, a kilka lat później Biblii nieświeskiej (1572 r.). Jednakże do połowy XVII wieku polskojęzyczność ograniczała się w Wielkim Księstwie do wąskiej warstwy magnaterii, bogatej i częściowo średniej szlachty. Ludność wieśniacza Wielkiego Księstwa mówiła po rusku bądź litewsku, przeważająca część szlachty drobnej i znaczne odłamy średniej używały języka ruskiego, podobnie jak uboższe mieszczaństwo. Należy jednak odnotować, że znajomość i wpływy języka ruskiego w Wielkim Księstwie Litewskim systematycznie kurczyły się, na co wskazują perypetie Szymona Budnego, który podjął w latach sześćdziesiątych XVI wieku próby rozpowszechniania literatury reformacyjnej w języku ruskim. Brak szerokiego kręgu odbiorców tego języka skłonił go do tworzenia swych utworów po polsku. Był to wyraźny regres w porównaniu z pierwszą połową XVI wieku, kiedy Franciszek Skaryna wydawał dzieła w języku ruskim. Nowy etap w rozprzestrzenianiu się języka polskiego na Litwie otworzyła kontrreformacja, a zwłaszcza jezuickie kolegia stanowiące jej awangardę intelektualną. Największe z nich wileńskie, podniesione do rangi akademii w roku 1579, stanowiło kuźnię elit intelektualnych w Wielkim Księstwie.
Wielkie znaczenie dla upowszechnienia się północnokresowej wersji polszczyzny miały dwa wydarzenia historyczne: unia brzeska oraz wojna z Rosją w latach 1654–1667. Zawarcie międzywyznaniowej unii w Brześciu Litewskim w roku 1596 otwarło nowy okres polonizacji ruskiej i prawosławnej szlachty w Koronie i Wielkim Księstwie Litewskim. W efekcie w pierwszej połowie XVII stulecia spolonizowaniu uległa znaczna część średniej i drobnej szlachty ruskiej. Natomiast w latach 1654–1667 wyniszczająca i okresowo granicząca z ludobójstwem polityka carska na opanowanych terenach ruskich spowodowała wytępienie lub wywiezienie w głąb państwa moskiewskiego znacznej części szlachty, mieszczaństwa i ludności chłopskiej. Po zakończeniu działań wojennych na wyludnione tereny napłynęła nowa szlachta i mieszczaństwo w dużej mierze polskojęzyczne.
Spowodowało to w okresie od końca lat 60. XVII wieku do połowy lat 90. XVIII wieku spolonizowanie warstw szlacheckiej i znacznej części mieszczańskiej w Wielkim Księstwie Litewskim. W 1697 roku język ruski został usunięty z ksiąg sądowych, grodzkich i urzędów Wielkiego Księstwa. Równocześnie następował proces rutenizacji chłopstwa.
Jednakże aż do połowy XIX wieku był dialekt północnokresowy językiem kulturalnym warstw wyższych szlachecko-mieszczańskich pozbawionym naturalnego zaplecza w postaci gwar ludowych. Większość ludności chłopskiej mówiła po rusku i litewsku.

## Powstanie gwar ludowych dialektu północnokresowego
Przełomowe znaczenie w upowszechnianiu się mowy polskiej wśród ludności chłopskiej miało uwłaszczenie chłopów w roku 1864. Awansująca ekonomicznie, uwłaszczona ludność wiejska, dotąd litewskojęzyczna i białoruskojęzyczna, przejęła język szlachty i uległa polonizacji. Powstał zwarty obszar języka polskiego, w znacznej mierze zachowany do dzisiaj i ciągnący się od Podlasia do Łotwy poprzez Ziemię Grodzieńską, Ziemię Wileńską aż po Berezynę.
Obok kulturalnego dialektu północnokresowego powstały ludowe gwary północnokresowe. Był to istotny fakt, ponieważ język polski będący dotąd językiem warstw bogatszych i osobliwością w otoczeniu litewskim i białoruskim, stał się pełnoprawnym językiem ludu. Dzięki temu potrafił przetrwać do dziś.
Jest to sytuacja będąca przeciwieństwem tej, w której znalazł się dialekt południowokresowy. Pomimo tego, że pokaźne grupy greckokatolickiej szlachty i mieszczaństwa uległy polonizacji, to większość chłopstwa pozostała przy języku ruskim. W Galicji Wschodniej po uwłaszczeniu chłopstwa w 1848 roku włościanie nie przyjęli języka polskiego, ponieważ zapobiegł temu silnie rozwijający się od lat 1837–1848 nacjonalizm ukraiński i poczucie odrębności Rusinów wspierane energicznie przez władze w Wiedniu. Dlatego na kresach południowo-wschodnich polszczyzna nie wytworzyła zwartego obszaru językowego, a tylko setki mniejszych bądź większych miejsc występowania w otoczeniu ukraińskim ciągnących się od Przemyśla, Jarosławia poprzez Lwów, Trembowlę, Tarnopol, Skałat aż po Kamieniec Podolski.
Na kresach północno-wschodnich po uwłaszczeniu w roku 1864 nie istniał jeszcze wykształcony nacjonalizm litewski i białoruski, który mógłby zapobiec polonizacji świeżo uwłaszczonej ludności wiejskiej. Istniały natomiast resentymenty antyrosyjskie, które silnie zbliżały tę ludność do kultury polskiej. Sam proces przechodzenia chłopów litewskojęzycznych na język polski został zainicjowany już w latach 50. XIX stulecia i miał ważne uzasadnienie socjolingwistyczne. Otóż na pierwotnym pograniczu litewsko-(biało)ruskim ludność tam zamieszkująca doświadczała zjawiska zwanego „rozluźnieniem się więzów językowych”. Polegało ono na braku silniejszego przywiązania do obu pogranicznych języków skoro musiano znać je obydwa by móc się porozumieć z sąsiadem. Dochodziło do mieszanych małżeństw litewsko-białoruskich, w których współmałżonkowie mówiący odmiennymi językami nie potrafili się zrozumieć. Potrzebny był zatem język uniwersalny zrozumiały dla obu współmałżonków i takim też stała się polszczyzna. Dzieci z małżeństw mieszanych znały już jedynie język polski, gdyż tylko w tym języku mogły porozumieć się z oboma rodzicami. Polonizacja chłopstwa litewskiego na pograniczu litewsko-białoruskim doprowadziła do wytworzenia się dwóch obszarów polskojęzycznych: trocko-wileńskiego oraz skupiska wokół Brasławia i Jeziorosów. Polonizacja litewskich wiosek pociągnęła za sobą polonizację sąsiednich wiosek białoruskich, jednakże efekty obu procesów nie były jednakowe. O ile litewscy chłopi przyjmowali język polski i polską świadomość narodową, to chłopi białoruscy stawali się dwujęzyczni, gdzie język polski był „językiem drugim” – oficjalnym po „języku domowym” białoruskim. Z tego względu nie doszło do pełnego przyswojenia przez chłopów białoruskich polskiej świadomości narodowej. Mieszkańcy określali się jako tutejsi i mieli trudności z określeniem własnego poczucia narodowego. Sytuacja taka uległa znaczącej zmianie dopiero w dwudziestoleciu międzywojennym, kiedy to polska świadomość narodowa zakorzeniła się silniej wśród nich. Ważną rolę w przyswojeniu języka polskiego przez ludność białoruskojęzyczną odegrało jej wyznanie katolickie. W ciągu kilku wieków po chrzcie Litwy wzdłuż dawnego pogranicza bałtyjsko-ruskiego ukształtował się bowiem pas zasiedlony przez białoruskojęzyczną ludność katolicką. Byli to potomkowie zeslawizowanych Bałtów, którzy po 1387 przyjęli wiarę katolicką pozostając jednakże przy języku ruskim. Właśnie ta grupa ludności przyjęła język polski za własny język mówiony.

## Język Laudy, czyli Kowieńszczyzny

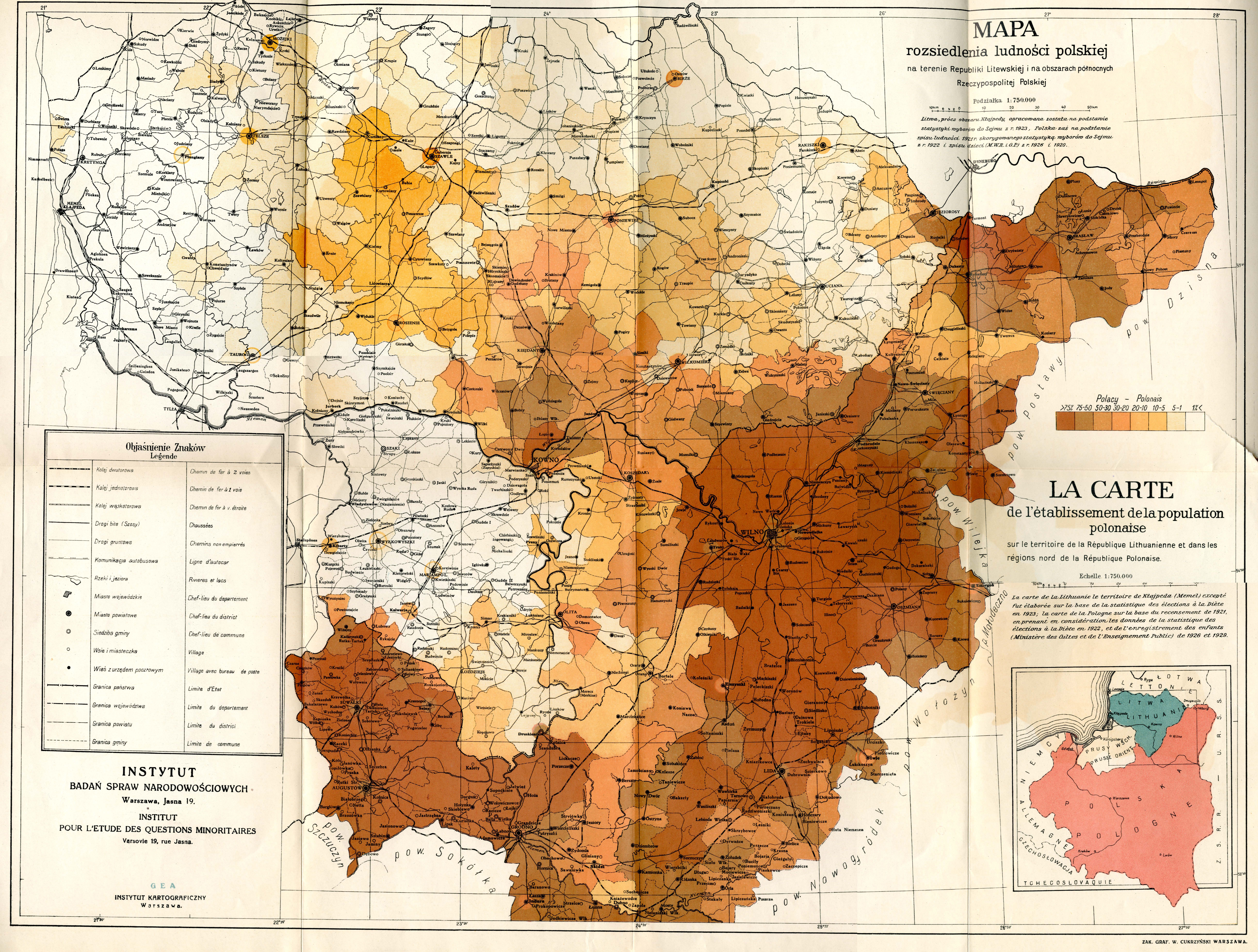
Mapa zamieszkania ludności polskiej na terenie Litwy i Litwy Środkowej

Trzecim obszarem Litwy gdzie po uwłaszczeniu 1864 roku doszło do wytworzenia się rozleglej enklawy polskojęzycznej była tak zwana Lauda – obszar pomiędzy Poniewieżem, Kiejdanami, Rosieniami i Kownem w dorzeczu rzeki Niewiaży. Jeszcze około 1920 roku na obszarze tym zamieszkiwało 200 tysięcy osób narodowości polskiej, która stanowiła 55 procent zamieszkałej tam ludności.
W odróżnieniu od omówionych poprzednio procesów polonizacyjnych język polski na Laudzie nie rozprzestrzenił się na litewsko-(biało)ruskim pograniczu, ale w sercu Litwy etnicznej. U jego genezy stała gęsta sieć szlacheckich zaścianków, zamieszkanych przez liczną, ubogą szlachtę, która standardem życia niewiele różniła się od chłopstwa. Po uwłaszczeniu litewskie chłopstwo przejęło jej język. Sytuacja socjolingwistyczna w sercu Litwy etnicznej różniła się jednak od sytuacji na pograniczu litewsko-białoruskim. Podczas gdy tam chłopstwo po przyswojeniu polszczyzny stawało się jednojęzyczne, na Laudzie w znacznej mierze utrzymywała się dwujęzyczność związana z mieszanymi małżeństwami polsko-litewskimi. Umożliwiło to rządowi litewskiemu w latach 1920–1940 ponowną lituanizację ludności chłopskiej poprzednio spolonizowanej i zmianę jej opcji narodowościowej. Znakomitym narzędziem do tego celu był litewski Kościół Katolicki, którego hierarchowie nastawieni bardzo nacjonalistycznie traktowali kult religijny jako instrument litewskiej polityki narodowościowej. Innym przejawem wypierania polskości była ówczesna reforma rolna niszcząca ekonomicznie polskich włościan i ziemian, a faworyzująca chłopów litewskich. II Rzeczpospolita wobec braku stosunków dyplomatycznych z Republiką Litewską aż do 1938 roku niewiele była w stanie zdziałać, by zatrzymać proces wynaradawiania Laudy, czyli Kowieńszczny.
Ostateczną zagładę przyniosły Laudzie sowieckie deportacje 1940-1941, terror nazistowski wspierany przez formacje litewskie w latach 1941–1944 (wysiedlono wówczas 1500 przedstawicieli polskiej inteligencji rozbijając najbardziej zwarte skupiska polskie na Laudzie) oraz polityka komunistów po 1945 roku polegająca na niszczeniu zaścianków i przesiedlaniu ludności do kołchozów. Pewna grupa inteligencji wyjechała po 1945 do Polski. Ostatnie relacje o użyciu języka polskiego na terenach wiejskich Kowieńszczyzny pochodzą z lat 60. i początku 70. XX wieku. Obecnie na wspomnianym obszarze laudańskim zamieszkuje około 20 tysięcy Polaków, czyli 10% stanu z roku 1920. W roku 1939 wedle zaniżonych statystyk litewskich zamieszkiwało Laudę i Kowieńszczyznę około 66 tysięcy Polaków. Ówczesne polskie szacunki podawały liczbę 202 tysięcy osób. Ocenia się, że najprawdopodobniej było ich 120 tysięcy. Litewscy urzędnicy wielu osobom polskiej narodowości odmawiali uznania ich narodowego samookreślenia się zaliczając je do narodowości litewskiej i lituanizując polskie nazwiska. Działo się tak zwłaszcza w wypadku dwujęzyczności danej osoby, którą automatycznie wliczano wówczas do nacji litewskiej. Język Laudy różni się od północnokresowego dialektu wileńskiego brakiem wschodniosłowiańskiego akcentu. Najbardziej znanym współcześnie twórcą literackim, który dorastał w środowisku laudańskiej polszczyzny był Czesław Miłosz, stamtąd wywodzili się Stanisław Stomma oraz Henryk Łowmiański.

## Stanowisko dialektu wobec innych odmian języka polskiego
Dialekt północnokresowy nie kształtował się jak polskie dialekty etniczne jako język ludu, lecz warstw wyższych, stanowił więc odmianę języka ogólnego, czyli kulturalnego. Według teorii językoznawców najpierw w wiekach od końca XIV do połowy XVI wytworzyła się zbiorowość dwujęzyczna posługująca się dwoma językami: ruskim oraz polskim. Zbiorowość ta długo stosunkowo nieliczna (urzędnicy, duchowni, przedstawiciele możnowładztwa i patrycjatu miejskiego), stopniowo w wyniku zacieśniania się związków Korony z Wielkim Księstwem Litewskim rosła liczebnie, by po przekroczeniu pewnego punktu krytycznego w roku 1569 (był nim zapewne napływ fali osadnictwa z Mazowsza) wytworzyć zamiast dwóch używanych przez siebie języków jeden będący zespoleniem elementu dominującego – polszczyzny z dopełniającym ją substratem – językiem ruskim, a za pośrednictwem ruskiego i litewskim.
Dialekt północnokresowy zawierał znaczne innowacje powstałe pod wpływem języków ruskiego i litewskiego, ale pozostawał integralną częścią polszczyzny. Cechowały go (przykłady: M. Szpiczakowska, Dialekt północnokresowy wobec polskiego języka ogólnego i polskich gwar etnicznych) trzy rodzaje właściwości językowych: polskie, ruskie oraz innowacyjne.
Do właściwości polskich należały archaizmy spowodowane położeniem dialektu północnokresowego na uboczu dialektów polskich i w znacznym od nich oddaleniu. Do cech tych zaliczono wymowę krótkiego e jak y bądź i, wymowę typu prozny zamiast próżny, szpinka zamiast spinka, żarzewie, zamiast zarzewie. Do archaicznych cech należała odmiana rzeczowników typu: tych łani zamiast tych łań, tych sukień zamiast tych sukni.
Do cech pochodzenia mazowieckiego należały:
- wymowa rzeczowników czapkie, wstęgie zamiast czapkę, wstęgę;
- wymowa rzeczowników cierpieć, pasierb, sierp jako cierzpieć, pasierzb, sierzp;
- wymowa m twardego: z synowcamy zamiast z synowcami;
- formy typu idziem, chodzilim, stojać, bojać.

Do cech starobiałoruskich należały:
- wymowa twardego n zamiast ń, jak na przykład panstwo zamiast państwo, tanczyć zamiast tańczyć;
- formy typu mnie już gadano, ja milczał, my czekali.

Do najciekawszych należały innowacje dialektu północnokresowego względem polszczyzny kulturalnej, jak na przykład:
- wymowa typu paciórek (paciorek), wójsko (wojsko), dóm (dom);
- formy typu konie uszli zamiast konie uszły;
- formy biernika liczby pojedynczej prawie ręka w ręka zamiast prawie ręka w rękę.

## Znaczenie dialektu i jego obecny status
Dialekt północnokresowy wywarł wpływ na polski język literacki od połowy XVIII do pierwszych dziesięcioleci XIX wieku oraz w dwudziestoleciu międzywojennym. W sferze jego oddziaływania znajdowali się Tadeusz Kościuszko, Adam Mickiewicz, Stanisław Moniuszko, Józef Piłsudski oraz cały krąg wileńskiej inteligencji związanej z Uniwersytetem Wileńskim oraz z wileńskim „Słowem”. Był to język Filomatów i Filaretów.
Po przeprowadzonych w latach 1944–1959 zsyłkach ludności polskiej w głąb Rosji i ekspatriacjach do Polski, zwłaszcza inteligencji, która była główną ostoją kulturalnego dialektu północnokresowego, jego występowanie na obszarach Litwy i Białorusi osłabło, gdyż pozostała chłopska część ludności polskiej posługuje się gwarami ludowymi tego dialektu. Obecnie nowa warstwa polskiej inteligencji wytworzyła na bazie tychże gwar język kulturalny zbliżony do wzorca ogólnopolskiego. Natomiast wciąż żywe są ludowe gwary dialektu północnokresowego (rejony wileński, trocki, sołecznicki i święciański na Litwie i obwód grodzieński na Białorusi). Obszar polskojęzyczny jest w przybliżeniu ograniczony liniami Święciany-Soleczniki-Ejszyszki-Troki-Wilno-Podbrodzie-Święciany. Na Białorusi obszar ten ciągnie się od granicy litewskiej do Szczuczyna, Woronowa i Lidy.